# James LeGros
Pour les articles homonymes, voir Legros.
James LeGros est un acteur américain, né le 27 avril 1962 à Minneapolis, dans le Minnesota.

## Biographie
James Mervyn LeGros est né le 27 avril 1962 à Minneapolis, dans le Minnesota.

### Vie privée
Il est marié depuis 1992 à Kristina Loggia. Ils ont deux fils. L'un d'eux, Noah, est aussi acteur.

## Filmographie

### Cinéma

#### Longs métrages
- 1986 : Violences (en) (The Ladies Club) de Janet Greek (en) : Jewe
- 1986 : Les Guerriers du soleil (Solarbabies) d'Alan Johnson : Metron
- 1987 : Real Men de Dennis Feldman : Buddy MacGruder
- 1987 : Aux frontières de l'aube (Near Dark) de Kathryn Bigelow : Un cowboy
- 1987 : Fatal beauty de Tom Holland : Zack Jaeger
- 1987 : Miracle sur la 8e rue (Batteries not included) de Matthew Robbins : Un homme
- 1988 : Phantasm II de Don Coscarelli : Mike
- 1989 : Drugstore Cowboy de Gus Van Sant : Rick
- 1989 : Né un 4 juillet (Born on the Fourth of July) d'Oliver Stone : Platoon - Vietnam
- 1990 : Hollywood Heartbreak de Lance Dickson : Carl
- 1991 : Point Break - Extrême limite (Point Break) de Kathryn Bigelow : Roach
- 1991 : Dernier Sacrifice (The Rapture) de Michael Tolkin : Tommy
- 1991 : Blood and Concrete de Jeffrey Reiner : Lance
- 1992 : Leather Jackets de Lee Drysdale : Carl
- 1992 : Break Out (Where the Day Takes You) de Marc Rocco : Crasher
- 1992 : Singles de Cameron Crowe : Andy
- 1992 : Nervous Ticks de Rocky Lang : Rusty
- 1992 : Le Démon des armes (Gun Crazy) de Tamra Davis : Howard
- 1992 : My New Gun (en) de Stacy Cochran (en) : Skippy
- 1994 : Floundering de Peter McCarthy (en) : John
- 1994 : Belles de l'Ouest (Bad Girls) de Jonathan Kaplan : William Tucker
- 1994 : Mrs Parker et le Cercle vicieux (Mrs. Parker and the Vicious Circle) d'Alan Rudolph : Deems Taylor
- 1994 : Don't Do It (en) de Eugene Hess : Dodger
- 1995 : Ça tourne à Manhattan (Living in Oblivion) de Tom DiCillo : Chad Palomino
- 1995 : Destiny Turns on the Radio de Jack Baran : Thoreau
- 1995 : Panther de Mario Van Peebles : Avakian
- 1995 : Safe de Todd Haynes : Chris
- 1995 : The Tow Life (en) de George Hickenlooper : Mike Jr
- 1995 : Just Looking de Tyler Bensinger (en) : Jim
- 1996 : Infinity de Matthew Broderick : John Wheeler
- 1996 : Le Dortoir des garçons (Boys) de Stacy Cochran (en) : Fenton Ray
- 1996 : The Destiny of Marty Fine (en) de Michael Hacker : Grill
- 1996 : Countdown de Keoni Waxman : Lieutenant Michael Killip
- 1997 : Wishful Thinking d'Adam Park : Max
- 1997 : Back Home (The Myth of Fingerprints) de Bart Freundlich : Cezanne
- 1998 : The Pass de Kurt Voss : Hunter
- 1998 : I Love L.A. (L.A. Without a Map) de Mika Kaurismäki : Takowsky
- 1998 : C'est pas mon jour ! (Thursday) de Skip Woods : Billy Hill
- 1998 : Ennemi d'État (Enemy of the State) de Tony Scott : Jerry Miller
- 1998 : There's No Fish Food In Heaven d'Eleanor Gaver : D.J
- 1998 : Psycho de Gus Van Sant : Charlie, le vendeur de voiture
- 1999 : Jump (en) de Justin McCarthy : Un bicker
- 2000 : If You Only Knew : Jack
- 2000 : Drop Back Ten : Peter Barnes
- 2001 : Scotland, Pa. de Billy Morrissette : Joe 'Mac' McBeth
- 2001 : Lovely and Amazing de Nicole Holofcener : Paul
- 2001 : World Traveler de Bart Freundlich : Jack
- 2004 : Les Petits Braqueurs (Catch That Kid) de Bart Freundlich : Ferrell
- 2004 : November (en) de Greg Harrison (en) : Hugh
- 2004 : Straight Into Darkness (en) de Jeff Burr : Un soldat
- 2005 : Chassé-croisé à Manhattan (Trust the Man) de Bart Freundlich : Dante
- 2005 : Sexual Life de Ken Kwapis : Josh
- 2006 : The Last Winter de Larry Fessenden : James Hoffman
- 2007 : Zodiac de David Fincher : Officier Georges Bawart
- 2008 : Angles d'attaque (Vantage Point) de Pete Travi : Ted Heinkin
- 2008 : Fragments (Winged Creatures) de Rowan Woods : Dr Dan Howland
- 2008 : Very Big Stress (en) (Visioneers) de Jared Drake : Julien
- 2008 : Sherman's Way (en) de Craig M. Saavedra (en) : Palmer
- 2009 : Welcome to Academia de Kirk Davis : Revis
- 2010 : Bitter Feast (en) de Joe Maggio (en) : Peter Gray
- 2010 : Skateland (en) d'Anthony Burns : Clive Burkham
- 2012 : Miracle en Alaska (Big Miracle) de Ken Kwapis : Karl Hootkin
- 2013 : A Birder's Guide to Everything de Rob Meyer : Donald Portnoy
- 2013 : Night Moves de Kelly Reichardt : Un concierge
- 2013 : Don't Let Me Go (en) de Giorgio Serafini : Chris Madsen
- 2013 : Redwood Highway (en) de Gary Lundgren : Michael
- 2014 : The Young Kieslowski (en) de Kerem Sanga : Walter Mallard
- 2014 : Big Muddy (en) de Jefferson Moneo : Buford Carver
- 2015 : Point Break d'Ericson Core : Un agent du FBI
- 2016 : Certaines femmes (Certain Women) de Kelly Reichardt : Ryan
- 2016 : The People Garden de Nadia Litz (en) : Le Directeur
- 2016 : Stray Bullets (en) de Jack Fessenden : Cody
- 2018 : Nostalgia de Mark Pellington : Patrick Beam
- 2018 : Support the Girls (en) d'Andrew Bujalski : Ben Cubby
- 2018 : Waterlily Jaguar (en) de Melora Walters : Bob
- 2018 : Wildling (en) de Fritz Böhm : Le loup-garou
- 2019 : Buck Run de Nick Frangione : William Templeton
- 2019 : Phoenix, Oregon de Gary Lundgren : Bobby
- 2020 : Emperor (en) de Mark Amin : Robert E. Lee
- 2021 : Foxhole de Jack Fessenden : Wilson
- 2022 : Showing Up de Kelly Reichardt : Ira

#### Courts métrages
- 2007 : Cough Drop de Kristina Lear : Paul Dewey
- 2008 : Dry Rain de Matthew James Clark : Stil
- 2013 : Three Hours Between Planes d'Antony Easton : Donald Plant
- 2018 : Unzipping de Lisa Edelstein : Tsiki

### Télévision

#### Séries télévisées
- 1984 : K 2000 (Knight Rider) : Un homme
- 1985 : Simon et Simon (Simon & Simon) : Un punk
- 1985 : Punky Brewster : Blade
- 1985 : CBS Schoolbreak Special : Freddie Cruz
- 1993 : Promo 96 (en) (Class of '96) : Lucas Miller
- 1996 : Roseanne : Mr Schlosser
- 1997 : Au-delà du réel : L'aventure continue (The Outer Limits) : Ben Conklin
- 1998 : Urgences (ER) : Dr Max Rosher
- 1998 : L.A. Docs (en) (L.A Doctors) : Dwight Anthony
- 2000 - 2001 : Ally McBeal : Mark Albert
- 2002 : Friends : Jim Nelson
- 2005 : New York, police judiciaire (saison 16, épisode 1) : Dwight Jacobs
- 2005 : Sleeper Cell : Agent Spécial Raymond "Ray" Fuller
- 2009 - 2010 : Mercy Hospital (Mercy) : Dr Dan Harris
- 2010 : New York, unité spéciale (Law & Order : Special Victims Unit) (saison 12, épisode 3) : Bill Harris
- 2011 : Mildred Pierce : Wally Burgan
- 2011 - 2012 / 2014 : Justified : Wade Messer
- 2012 : Dr House (House M.D) : Oliver
- 2012 : Grey's Anatomy : Jerry
- 2012 : Girls : Jeff Lavoyt
- 2013 : Revenge : Père Paul Whitley
- 2013 : The Good Wife : Juge Adam Tolkin
- 2014 : Constantine : Ellis McGee
- 2014 / 2016 : Person of Interest : Bruce Moran
- 2015 : Battle Creek : Mitchell Ford
- 2016 : Billions : Henchman
- 2017 : Fear the Walking Dead : Eddie
- 2018 : Castle Rock : Shérif de Castle Rock
- 2018 - 2019 / 2021 : Blue Bloods : Don Voorhees
- 2019 : The Passage : Horace Guilder
- 2020 : Hunters : Chef Harry Grimsby
- 2020 : Love Life : Larry Carter
- 2021 : The Mosquito Coast : Agent Don Voorhees

#### Téléfilms
- 1984 : The Ratings Game (en) de Danny DeVito : Un homme qui attend une voiture
- 1996 : Marshal Law de Stephen Cornwell : Cougar
- 1997 : Pronto de Jim McBride : Deputé Raylan Givens
- 1999 : Border Line de Ken Kwapis : Dan Macivers
- 2000 : Common Ground (en) de Donna Deitch : Amos
- 2002 : Big Shot : Confession d'un bookmaker (Big Shot : Confessions of a Campus Bookie) d'Ernest R. Dickerson : Troy
- 2002 : Le prix de la santé (Damaged Care) d'Harry Winer : Doug Peeno
- 2004 : Paradise de Franck Pierson : Matthew Paradise
- 2008 : 1% d'Alan Taylor : Rabbi
- 2013 : The Sixth Gun de Jeffrey Reiner : Bill John O'Henry